# Diego de Ocaña
Diego de Ocaña (geb. 1565 in Ocaña (Provinz Toledo); gest. 1608 in Mexiko) war ein Mönch aus dem Kloster von Guadalupe. Der katholische Theologe, Ordenspriester und Reisende war ein Mitglied des Franziskanerordens.
Er begab sich Ende 1599 in die Neue Welt und ist bekannt als Verfasser einer Chronik, A través de la América del Sur (Quer durch Südamerika), über seine lange Reise durch die Landenge von Panama und das Vizekönigreich Peru, die er von Paita bis zur Insel Chiloé, von Patagonien bis Paraguay und von Tucumán bis zum Hochplateau von Bolivien zurücklegte.
Neuerdings erschien die erste Ausgabe des vollständigen Textes des Berichts über die Reise von Fray Diego de Ocaña durch Südamerika zwischen 1599 und 1605 in der Biblioteca Indiana (Band 22).